# Lambspring
Lambspring, Lamspring, Lamsprinck o Lambspringk es el autor desconocido de un poema alquímico alemán del siglo XVI que incluye quince emblemas alegóricos.

## Biografía
Respecto del autor del tratado, Lamspring, que se hacía llamar «Nobilis Germani Philosophi», es decir «Noble filósofo germánico», no se sabe prácticamente nada, salvo que trabajó en el norte de Alemania alrededor de 1500. Su obra De lapide philosophico es notable tanto por la belleza de sus emblemas como por su texto. Respecto a la piedra filosofal que da título al tratado, su autor dice lo siguiente.

No existe en la tierra medicina más alta que su sangre, en el mundo no la hay mejor, ninguna enfermedad se le resiste, sana los cuerpos de los metales, los animales y los hombres. De allí procede la inteligencia de los sabios y de que han recibido de Dios el don celeste, que se llama Piedra de los sabios, donde residen toda virtud y todo poder.

Karl Christoph Schmieder remonta el nombre a Lamspringe, donde había una abadía benedictina; otros ven una alusión a un cordero saltando como símbolo de renovación (similar al símbolo Agnus Dei). A veces, el autor también aparece con el nombre de pila Abraham.

## Libro de Lambspring
Existe una copia del Libro de Lambspring en idioma original en alemán, con algunas partes en latín, que data de 1556. En ella se incluye una dedicatoria póstuma a Hermannus Marsoui Ecclesiae Doreptensis superintendens. Este manuscrito alquímico se encuentra en la Biblioteca Central de Zúrich en Suiza.
El tratado y sus dibujos emblemáticos circularon manuscritos durante las dos últimas décadas del siglo XVI, como atestiguan una serie de copias fechadas en este período que aún se conservan en la actualidad en bibliotecas y colecciones especiales.
Posteriormente fue impreso traducido del original alemán al latín (sin ilustraciones) por Nicolas Barnaud en su colección Triga Chemica (Leiden, 1599) como De lapide philosophico libellus, y ya en el siglo XVII, reimpreso en el Theatrum chemicum, en el Dyas chemica tripartita (1625, atribuido a Johannes Grasshoff como editor) y en el Musaeum hermeticum, publicado en Fráncfort en 1625 por Lucas Jennis y reeditado a su vez en 1678. La edición de 1625 de Jennis incluye las ilustraciones (Matthäus Merian). Las versiones manuscritas de la obra se encuentran en Núremberg, Zúrich y Leiden, con imágenes emblemáticas asociadas.
La edición de 1625 señala que el texto latino proviene de una traducción del alemán de Nicolas Barnaud. El emblema del título muestra a un hombre barbudo con un cetro y una capa con un águila bicéfala en el pecho junto a un horno tripartito de varios pisos. También se superpone un escudo heráldico del supuesto autor (que se presenta como de familia noble) con un cordero levantando una pata.

### Emblemas
El Libro de Lambspring es un trabajo breve con una sección introductoria en verso y un emblema que muestra un horno triple. Siguiendo la tradición de los libros de emblemas de la época, su serie de quince emblemas lleva cada uno un lema o título con un verso en la página opuesta.
Se trata de una obra de alquimia espiritual, tiene pocas referencias a procesos alquímicos físicos, y parece poco probable que alguna vez haya podido proporcionar alguna pista que pueda ayudar a alguien que se dedica a la experimentación física. En cambio, es una declaración clara, poderosa y extremadamente útil del trabajo interno del alquimista espiritual. Sus versos apuntan al alma y al espíritu involucrados en la transformación alquímica y sus quince emblemas son símbolos evocadores de estos procesos internos.
A diferencia de otras series de emblemas alquímicos (por ejemplo, la Philosophia Reformata de Johann Daniel Mylius, o incluso las Duodecim Claves philosophicæ de Basilius Valentinus), el Libro de Lambspring evita capas complejas de símbolos o imágenes paradójicas "surrealistas", y presenta su mensaje a través de la simplicidad directa de imágenes. Es quizás esta simplicidad, unida al poder arquetípico de su simbolismo lo que hace que esta obra sea accesible para la consciencia actual y asegure el uso continuado de estos emblemas como ilustraciones en obras populares sobre simbolismo ocultista y místico.
Aunque los emblemas individuales del manuscrito todavía parecen tocar nuestras almas a través de las líneas limpias de su simbolismo arquetípico, no parece haber habido ningún intento serio de revelar la estructura de su secuencia como un todo y de cómo trabajar a través del proceso de desarrollo interior esbozado por Lambspring.
| Emblema    | Imagen | Descripción | Texto de presentación |
| ---------- | ------ | --- | --- |
| Título     |        | Un hombre barbudo con un cetro y una capa con un águila bicéfala en el pecho junto a un horno tripartito de varios pisos. | |
| Prefacio   |        | Escudo heráldico del supuesto autor (que se presenta como de familia noble) con un cordero levantando una pata. | «Me llamo Lambspring, nacido de una familia noble, y este blasón llevo con gloria y justicia.» |
| Emblema 1  |        | Un velero sobre un pie y dos peces nadando en direcciones opuestas hacia las orillas izquierda y derecha y una ciudad al fondo. | «Observad bien y comprended verdaderamente que dos peces nadan en nuestro mar. El mar es el cuerpo, los dos peces son el espíritu y el alma.» |
| Emblema 2  |        | Un caballero similar a San Jorge luchando contra un dragón en un bosque con un río de fondo. | «Ten cuidado, hijo mío, de pronto tropezarás con la feroz bestia negra del bosque. La putrefacción.» |
| Emblema 3  |        | Ciervo y unicornio opuestos, con el unicornio a menudo representando la luna y el ciervo representando el sol. | «Escucha con terror que en el bosque se ocultan un ciervo y un unicornio. En el cuerpo están el alma y el espíritu.» |
| Emblema 4  |        | Un león levantando la pata derecha y una leona levantando la pata izquierda uno al lado del otro en un bosque (contraste hombre-mujer). | «Bien puede ser un gran milagro que estos dos leones se hagan uno sólo. El espíritu y el alma conjuntos, han de ser llevados a su cuerpo.» |
| Emblema 5  |        | Un lobo salvaje (orientado al este) y un perro (orientado al oeste) peleando, al fondo un río con un puente entre el castillo (lado del lobo) y la iglesia (lado del perro). | «Un lobo y un perro se hallan en una casa, y, no obstante, de ambos sólo quedará uno. La mortificación y la albificación, imbibición del cuerpo conjunto al alma y al espíritu.» |
| Emblema 6  |        | Un dragón que se muerde la cola (el antiguo símbolo de Ourobouros). | «Es con certeza un gran milagro y una extraña artimaña que en un dragón venenoso esté la medicina suprema. El mercurio, convenientemente y alquímicamente precipitado o sublimado, disuelto en su propia agua y coagulado inmediatamente.» |
| Emblema 7  |        | Dos pájaros en un árbol, uno vuela hacia arriba, el otro se posa en el nido; el verso que lo acompaña refleja el antiguo lema hermético de la Tabula Smaragdina, lo que está abajo sostiene lo de arriba. | «En el bosque dos pájaros cantan, pero comprendemos que los dos sólo son uno. El mercurio después de ser sublimado a menudo, por fin es fijado, de modo que ya no puede huir ni volatilizarse por la fuerza del fuego. Esta sublimación debe reiterarse tantas veces como sea necesario hasta que esté fijado.» |
| Emblema 8  |        | Un pájaro blanco y otro rojo luchan en un bosque, uno abajo y otro arriba; el verso relacionado habla de la transformación en palomas blancas y la unión en un fénix. | «Aquí hay dos pájaros grandes y fuertes, el cuerpo y el espíritu. Una devora al otro y es necesario que así lo hagan. De nuevo, el cuerpo será colocado en el estiércol de caballo o en el baño para ser digerido por su aire propagado o por el espíritu separado previamente del cuerpo. El cuerpo se vuelve blanco por el trabajo, verdaderamente el espíritu se vuelve rojo por el arte. La obra tiende a la perfección de su naturaleza y así es preparada la piedra de los filósofos.» |
| Emblema 9  |        | Un rey se sienta en su trono (al que conducen 7 escalones y tiene un techo sobre 4 pilares) con los pies sobre el dragón vencido. No se ve ningún bosque, pero sí un río y un pueblo con un puente al fondo. | «El Señor del bosque ha recibido su imperio y se ha elevado desde lo más bajo hasta lo más alto. Si la fortuna vuela, de retórico serás hecho cónsul, si vuela otra vez, de cónsul serás hecho retórico. Comprende la aparición del primer grado de la tintura.» |
| Emblema 10 |        | Un adepto con el pecho desnudo aviva el fuego con una salamandra. | «La salamandra sabe vivir en el fuego, además éste le da su mejor color. Reiteración, crecimiento y mejoramiento de la tintura o piedra de los filósofos: por ello debería entenderse. Aumento.» |
| Emblema 11 |        | Un rey anciano (izquierda), un joven príncipe (centro, con la cabeza inclinada hacia su padre) y un líder espiritual barbudo y alado (derecha) se dan la mano. Al fondo un río, a la izquierda un pueblo y a la derecha montañas. El príncipe simboliza al adepto (alquimista) en su camino hacia la perfección. | «Padre, hijo y guía se toman de las manos. Comprendemos aquí el cuerpo, el espíritu y el alma.» |
| Emblema 12 |        | El príncipe está de pie en la montaña con su guía; el sol (izquierda), las estrellas y la luna (derecha) son visibles arriba, en el fondo un paisaje con un río. | «La alta montaña de las Indias está situada en el vaso de los sabios, en ella vuelan el hijo y su guía, el espíritu y su alma.» |
| Emblema 13 |        | Regreso del príncipe al rey (padre) en su trono dentro de un castillo y abrazándose; el guía se encuentra en el fondo a la izquierda. | «El padre, en su amor, va a tragarse al hijo: del alma y del espíritu se abreva todo el cuerpo.» |
| Emblema 14 |        | El padre/rey acostado en la cama. La niebla descendente y la transpiración secretada de la persona acostada indican un proceso de transformación. | «Aquí el padre está recubierto de un fuerte sudor del cual destila la verdadera tintura.» |
| Emblema 15 |        | El príncipe está sentado a la izquierda, el padre a la derecha, en el medio el guía. Los versos relacionados afirman que el Hijo siempre permanece en el Padre y el Padre en el Hijo (con alusiones a la Trinidad cristiana).                                                                                    | «Ahora, el padre, el hijo y el guía están reunidos. Juntos permanecen eternamente.» |

Los emblemas tratan del arte de la alquimia con el objetivo de crear la piedra filosofal, que se puede utilizar para transformar los metales y obtener una medicina universal (panacea).
Los símbolos alegóricos se basan en una literatura más antigua, como la de Alfidio. En los emblemas del 1 al 8 hay imágenes como la del pez, el unicornio, el león y el perro vinculadas al espíritu; el segundo pez, el ciervo, la leona y el lobo al alma; el ave de Hermes y el águila al mercurius philosophorum (mercurio filosófico); y la salamandra y el fénix a la piedra filosofal.
Los emblemas desde el 9 en adelante muestran transformaciones alquímicas del alma, el espíritu y el cuerpo. La historia del padre-hijo-guía del final tiene paralelos directos en Alfidio (Kurzer Bericht und parabolisch Tractätlein). En general, el alquimista que se transforma paralelamente a su trabajo ha sido un tema familiar de la alquimia desde Zósimo de Panópolis.

## Impacto posterior
El libro tuvo un impacto considerable en el siglo XVII y fue traducido al inglés y al francés. También tuvo una influencia en los esoteristas de finales del siglo XIX, como muestran muchas reimpresiones en el siglo XX. Apareció traducido al inglés en la edición de 1893 del Museo Hermético de Arthur Edward Waite.

## Edición en castellano
- Lambsprinck (1987). Tratado de la piedra filosofal. Rústica, 48 páginas, traducción del francés Julio Peradejordi Salazar. Barcelona: Ediciones Obelisco. ISBN 978-84-7720-040-6.
- Klossowski de Rola, Stanislas (1988, 2004). «Lamsprinck. De lapide philosophico, 1625». El juego áureo. 533 grabados alquímicos del siglo XVII. Traducción José Antonio Torres Almodóvar. Madrid: Ediciones Siruela. p. 190. ISBN 978-84-7844-824-1.
- Raff, Jeffrey (2022). Jung y la imaginación alquímica. Traducción Francisco López Martín, cartoné, 336 páginas, colección Imaginatio vera 148. Vilaür: Ediciones Atalanta. ISBN 978-84-12-43151-3.